# Tetris 99
Tetris 99 (japanischer Originaltitel: テトリス99, Hepburn: Tetorisu 99, stilisiert als TETRIS 99) ist ein Battle-Royale-Videospiel, welches von dem Entwicklerstudio Arika entwickelt und von Nintendo am 14. Februar 2019 exklusiv für die Nintendo Switch veröffentlicht wurde.

## Spielprinzip
Tetris 99 ist eine kompetitive Mehrspieler-Variante des Puzzle-Spiels Tetris, die Anleihen des Battle-Royale-Spielprinzips übernimmt. Im Tetris-99-Modus spielt der Anwender online zunächst das bekannte Spielprinzip von Tetris: Das Programm wählt zufällig aus sieben vorgegebenen Formen einen Stein aus, der sich allmählich von der oberen Bildschirmhälfte nach unten bewegt. Der Spieler versucht die Steine so anzuordnen, dass sich durchgängige Linien ohne Freifelder ergeben. Gelingt ihm das, wird die Linie aufgelöst – in Tetris 99 jedoch ohne Punktevergabe. Schafft er es, durch geschickte Anordnung mit einem Stein mehrere Reihen auf einmal aufzulösen, wird dies höher bewertet als bei einzelnen Reihen. Die Auflösung von vier Reihen auf einmal wird als Tetris bezeichnet. Wenn der Spieler seine Reihen nicht aufgelöst bekommt und sie sich bis zur Oberkante des Spielfeldes auftürmen, ist das Spiel beendet. Der Schwierigkeitsgrad des Spiels wird unter anderem durch die Fall- und damit die verbleibende Reaktionszeit des Spielers bestimmt.
Gleichzeitig zum klassischen Spielprinzip befindet sich der Spieler im Wettbewerb mit 98 menschlichen Mitspielern. Indem sie ihre Blockreihen abbauen, können sie auf verschiedene Weise miteinander interagieren, sich beispielsweise gegenseitig attackieren, Angriffe kontern und vieles mehr. Die abgebauten Blockreihen werden automatisch auf das Spielfeld des ausgewählten Gegners überlagert. So erhält Tetris 99 zusätzlich eine taktische Komponente. Ziel des Spiels ist es, als Letzter am Leben zu bleiben, also am längsten die Runde Tetris am Laufen zu halten. Der Tetris-99-Modus ist nur mit einer Mitgliedschaft bei Nintendo Switch Online spielbar. Das Spiel unterstützt die Speicherdatencloud des Nintendo Switch Online-Services.
Mit der Erweiterung Big Block wurde die Möglichkeit des Spielens gegen Computergegner eingeführt.
Mit dem Update zur Version 2.0 wurden neue Funktionen hinzugefügt. Es gibt nun neue Designs und Spielersymbole, die u. a. bei den täglichen Missionen freigeschaltet werden können. Mit den Tickets können Designs gekauft werden. Hat man in einer Runde den ersten Platz (Tetris Maximus) erreicht, so schaltet man den sogenannten Invictus-Modus frei, um sich mit Spielern mit dem gleichen Level messen zu können.
Am 11. Dezember 2019 erschien Version 2.1 des Spiels. Eine der größten Neuerungen war, dass man sich nun verpasste Event-exklusive Designs mit Tickets kaufen konnte.

## Veröffentlichung
Tetris 99 wurde am 13. Februar 2019 in einer Nintendo-Direct-Präsentation angekündigt und am darauffolgenden Tag zunächst exklusiv für Mitglieder des Nintendo-Switch-Online-Services zum kostenlosen Download im Nintendo eShop zur Verfügung gestellt. Später war nur noch der Tetris-99-Modus exklusiv für Mitglieder des Nintendo-Switch-Online-Services spielbar, da durch den Erwerb der kostenpflichtigen Downloaderweiterung Big Block auch Offline-Spielmodi zum Spiel hinzukamen. Nintendo versprach die Veröffentlichung weiterer Spielmodi für Tetris 99 zu einem späteren Zeitpunkt. Am 20. September 2019 wurde eine Einzelhandels-Version mit dem Big Block DLC und einer 12-monatigen Mitgliedschaft bei Nintendo Switch Online veröffentlicht.

### Big Block (Add-on)
Am 10. Mai 2019 kündigte Nintendo die Veröffentlichung der kostenpflichtigen Downloaderweiterung namens Big Block an, der noch am selben Tag via eines Updates ins Spiel fand. Der DLC bringt zusätzlich die Offline-Spielmodi Marathon und CPU-Kampf, für die keine Mitgliedschaft bei Nintendo Switch Online nötig ist, mit ins Spiel. Im Modus CPU-Kampf spielt man den Tetris-99-Modus gegen Computer-Gegner statt menschlicher Gegner. Man muss davor zwischen fünf Schwierigkeitsgraden wählen. Der Modus Marathon funktioniert nach dem klassischen Tetris-Spielprinzip ohne Gegner: Man baut so viele Blockreihen (150 oder 999) in unbegrenzter Zeit wie möglich ab und erhält dadurch Punkte. Das Spiel wird von Level zu Level immer schneller. Man wählt zu Beginn, ob man mit Level 1 oder Level 15 starten möchte. Am 5. September 2019 wurden mit der Version 2.0 neue Inhalte für den DLC hinzugefügt. Es können nun zwei Spieler an einem Bildschirm gegen Computerspieler antreten. Zudem ist es nun möglich, über einen lokalen Mehrspielermodus mit bis zu acht Spielern gleichzeitig in lokalen Arenen zu spielen.

## Tetris 99 Grand Prix
Nintendo organisiert unter dem Titel Tetris 99 Grand Prix Online-Events zum Spiel, bei denen man Preise gewinnen kann.
Bei den Events treten die Teilnehmer wie in einem regulären Spiel, in einem vorgegebenen Zeitraum über mehrere Tage, online gegeneinander an. Am Ende der Partie erhalten die Spieler je nach erreichter Platzierung Punkte, die über den Zeitraum des Turniers gesammelt werden. Bei den Preisen handelte es sich bisher um Gutscheine für den Nintendo eShop im Wert von 999 Goldpunkten (entspricht 9,99 Euro) oder um Tetris-99-Spieldesigns im Stil neu erschienener oder populärer Nintendo-Spiele.
Während des ersten Grand Prix wurden die Gutscheine nur an Spieler verlost, die mindestens eine Partie gewinnen konnten. Ab dem zweiten Grand Prix können alle Spieler an der Verlosung teilnehmen, die eine Partie gewonnen haben oder alternativ mindestens 100 Punkte gesammelt haben, um auch weniger guten Spielern eine Gewinnchance zu ermöglichen. Die gleichen Bedingungen gelten auch für Turniere, bei denen Spieldesigns freigeschaltet werden können.

## Rezeption
Tetris 99 erhielt von bekannten Fachmagazinen allgemein positives Feedback. Auf Metacritic erhielt Tetris 99 – basierend auf 23 Rezensionen – eine Wertung von 83 % und eine Nutzerwertung von 8,4 von 10 Punkten. Ein Redakteur des deutschen Onlinemagazins GIGA nannte Tetris 99 „das beste Battle Royale-Spiel“ auf dem Markt, weil es das klassische Spielprinzip weitgehend unverändert und kostenlos in eine unterhaltsame Mehrspieler-Variante umgewandelt habe.
Stand April 2019 hatten ungefähr 2,8 Millionen der etwa 9,8 Millionen Nintendo Switch Online-Mitglieder einen registrierten Tetris-99-Account.